# Janet Harville
Janet Christine Harville (conocida como Jan Harville; Seattle, 19 de febrero de 1952) es una deportista estadounidense que compitió en remo. Ganó tres medallas en el Campeonato Mundial de Remo entre los años 1979 y 1983.

## Palmarés internacional
| Campeonato Mundial | Campeonato Mundial | Campeonato Mundial | Campeonato Mundial |
| Año                | Lugar              | Medalla            | Prueba             |
| ------------------ | ------------------ | ------------------ | ------------------ |
| 1979               | Bled (Yugoslavia)  | Medalla de bronce  | Ocho con timonel   |
| 1982               | Lucerna (Suiza)    | Medalla de plata   | Ocho con timonel   |
| 1983               | Duisburgo (RFA)    | Medalla de plata   | Ocho con timonel   |